# Powersville
Powersville – wieś w Stanach Zjednoczonych, w stanie Missouri, w hrabstwie Putnam.